# Departamento Sureste
El departamento Sudeste (en francés: département du Sud-Est; y en criollo haitiano: depatman Sidès) es uno de los diez departamentos de Haití. Tiene un área de 2.023 km² y una población de 518.200 habitantes (2002). Su capital es Jacmel.
El departamento se divide en 3 distritos o arrondissements:
1. Bainet
2. Belle-Anse
3. Jacmel

## Comunas
El departamento Sureste posee 17 municipios:
- Anse-Rouge
- Desdunes
- Dessalines
- Ennery
- Grande-Saline
- Gros-Morne
- La Chapelle
- Les Gonaïves
- L'Estère
- Liancourt
- Mermelada
- Montrouis
- Petite-Rivière-de-l'Artibonite
- San Marcos
- San Miguel de la Atalaya
- Terre-Neuve
- Verrettes